# Горна Баница (дем Амфиполи)
Вижте пояснителната страница за други значения на Баница.
Горна Ба̀ница (на гръцки: Άνω Συμβολή, А̀но Символѝ) е село в Република Гърция, намиращо се в дем Амфиполи, област Централна Македония. Има 38 жители (2001).

## География
Селото е разположено в югозападната част на Драмското поле, на 6 km северно от Неа Бафра и на 17 km югозападно от Драма и на практика е горната махала на Баница (Символи).

## Етимология на името
Името на селото не е производно на тестеното изделие баница, а на баня.